# Karim Zaza
Karim Zaza (Brøndby, 9 gennaio 1975) è un ex calciatore marocchino con cittadinanza danese, di ruolo portiere.

## Palmarès

### Club
- Campionato danese: 2

Brondby: 2004-05
Aalborg: 2007-08
- Coppa di Danimarca: 3

Copenaghen: 1995, 1997
Brondby: 2005

### Individuali
- Miglior portiere del campionato danese: 3

2001, 2002, 2003